# Шавшетски хребет
Шавшетски хребет (на грузински: შავშეთის ქედი; на руски: Шавшетский хребет) е планински хребет, простиращ се на 65 km от запад на изток по границата между Грузия (историко-географската област Аджария) и Турция, заемащ крайната западна част на планинската система Малък Кавказ. Разположен е източно от проломната долина на река Чорох (влива се в Черно море, южно от град Батуми) и южно от десния ѝ приток Аджарис-Цкали, а на изток се свързва с меридионалния Арсиянски хребет. Максимална височина връх Хева 2812 m, (41°29′28″ с. ш. 42°12′22″ и. д. / 41.491111° с. ш. 42.206111° и. д.), издигащ се в средната му част, на границата с Турция. Преобладава платообразния релеф. Изграден е от вулканогенни флишови скали и пясъчници. Повсеместно е покрит с широколистни и смърчово-елови гори с вечнозелен подлес, а билните части са заети от субалпийски пасища. По северното му подножие, в долината на река Аджарис-Цкали са разположени селищата от градски тип Кеда и Шуахеви.

## Топографска карта
- К-37-XХIV М 1:200000[2]
- К-38-XIХ М 1:200000[3]